# Aktienfonds
Ein Aktienfonds ist ein Investmentfonds, der ausschließlich oder überwiegend in Aktien investiert.

## Allgemeines
Investmentfonds sind nach dem hauptsächlich in ihrem Sondervermögen enthaltenen Finanzinstrument benannt. Deshalb verwalten Rentenfonds überwiegend Anleihen (oder Rentenpapiere genannt), Immobilienfonds überwiegend Immobilien und Aktienfonds überwiegend Aktien. Der Anleger profitiert an allen Vorteilen und Nachteilen gegenüber der Direktanlage in Aktien von der Risikominderung durch die breite Streuung (Risikodiversifizierung) im Aktienfonds. Der Wertzuwachs dieser Fonds besteht einerseits aus Kapitalerträgen (Dividenden) und andererseits aus Kursgewinnen durch Gewinnmitnahmen, denen die Gefahr der Kursverluste gegenübersteht (Kursrisiko).

## Arten
Je nach der vom Fondsmanagement verfolgten Anlagestrategie unterscheidet man insbesondere:
- Branchenfonds: Sie investieren lediglich in bestimmte Wirtschaftszweige wie Industrie (beispielsweise Maschinenbau oder Pharmazeutische Industrie), Rohstoffe und Energiewerte, Biotechnik, Nahrungsmittel, Versorgungsunternehmen, Finanzwerte, Telekommunikation und Medien, Technik, Ökologie oder Landwirtschaft (etwa Ökofonds).
- Fonds für Blue Chips: Sie investieren ausschließlich in Standardwerte von Großunternehmen, die Gewinnchancen versprechen.
- Indexfonds wollen einen bestimmten Aktienindex möglichst exakt nachbilden.
- Inlands- oder Auslandsfonds betätigen sich entweder auf inländischen oder ausländischen Aktienmärkten. Regionale Fonds konzentrieren sich auf Regionen (z. B. Nordamerika, Europa, Ferner Osten) oder einzelne Länder (z. B. Deutschland, Vereinigte Staaten).
- Emerging-Markets-Fonds: wählen die Aktienmärkte von Schwellenländern aus.
- Mischfonds investieren sowohl in Aktien als auch in Rentenpapiere.

Diese Arten der Aktienfonds sind vor einer Kapitalanlage in die erforderliche Anlage- und Risikoklasse einzustufen. Hohe Anlagerisiken wie bei Emerging Markets-Fonds gehören zu einer schlechten Anlageklasse und bei risikoaversen Anlegern auch zu einer schlechten Risikoklasse. Bei dieser Kombination ist nach der Anlageberatung und vor der Wertpapierorder dem Privatanleger eine Geeignetheitserklärung vom Kreditinstitut auszuhändigen.
Generell gilt, dass die Risiken eines Fonds mit der Spezialisierung wachsen können, da die Fondsmanager in Krisen-Zeiten für diese Spezialisierung nicht in andere Aktien investieren dürfen und generell weniger breit aufgestellt sind. Gerade Branchenfonds gelten als risikoreich.

## Unterscheidungskriterien
Investmentprozess (Einzeltitelauswahl)
- Beim Bottom-Up, auch Stock-Picking genannt, liegt der Fokus auf der konkreten Einzeltitelauswahl. Branchen- oder regionale Streuung wird hier nur als langfristiges Instrument zur Risikostreuung eingesetzt.
- Beim Top-Down-Verfahren bewerten Fondsmanager Märkte und ihre Marktpotenziale und suchen in den favorisierten Branchen oder Regionen dann nach Einzeltiteln.

Anlagestil (Anlagephilosophie)
- Beim Growth-Ansatz stehen die Wachstumsaussichten der Unternehmen im Mittelpunkt der Titelauswahl. Wachstum bedeutet in diesem Fall, dass Umsatz, Gewinn oder Cash Flow pro Aktie schneller wachsen als bei anderen Unternehmen der Branche.
- Beim Value-Ansatz steht hingegen eine günstige Bewertung und die Stabilität des Investments im Vordergrund. Value-orientierte Fondsmanager suchen und investieren in der Regel in Aktien, die sie als vom Markt unterbewertet einstufen, meist verbunden mit hoher Dividendenrendite.
- Beim Blend- oder Core-Ansatz werden sowohl Wachstums- als auch Substanzwerte berücksichtigt. Die Fondsmanager wenden je nach Marktsituation flexibel den Growth- oder Value-Ansatz an, um von beiden zu profitieren.

Unternehmensgröße
Einige Investmentfonds haben sich auf kleine Firmen (Nebenwerte; englisch Small Caps), andere auf Börsenschwergewichte spezialisiert. Investitionen in Standardwerte (hochkapitalisierte Börsenschwergewichte), die zum Beispiel bereits in Aktienindizes wie DAX oder Dow Jones Euro Stoxx 50 enthalten sind, sind in der Regel mit weniger Risiko behaftet. In unruhigen Börsenzeiten ist ein schneller Verkauf dieser Werte aufgrund der Marktbreite einfacher.

## Chancen und Risiken
Aktienfonds sind für Sparer mit dem primären Ziel der Wertsteigerung interessant. Höheren Chancen, falls die betreffende Branche eine haussierende (positive) Börsenphase verzeichnet, stehen im Fall einer Baisse (sinkende Kurse) gegebenenfalls Verluste entgegen. Aufgrund der breiten Anlagestreuung eines Aktienfonds ist die Anlage hierin jedoch weit weniger risikoreich als eine Direktanlage in einzelne Aktien. Außerdem kann der Anleger seinen Aufwand an Fachwissen, Zeit und entsprechendem Vermögen im Vergleich zur Direktanlage geringer halten.
Chancen und Risiken von Aktienfonds werden teilweise durch den Einsatz von Optionen erhöht oder gesenkt. Bei Garantiefonds wird das Verlustrisiko durch einen garantierten Rücknahmepreis zu einem festen Datum reduziert. Bei 130/30-Fonds wird durch den Einsatz von Derivaten eine Hebelwirkung erzielt und auch das Eingehen von Short-Positionen ermöglicht.
Für den Anleger ebenfalls wichtig ist die Währung der Aktien, in die der Fonds investiert. Notiert ein Teil der Aktien in einer fremden Währung, besteht ein Währungsrisiko. Es kann so zu Wechselkursverlusten, aber auch zu zusätzlichen Gewinnen aus der Entwicklung des Devisenkurses kommen. Die Währung, in der der Fonds selbst notiert, hat hingegen keinen Einfluss auf das Währungsrisiko. Ein in Euro notierter Fonds, der in US-amerikanische Aktien investiert, unterliegt so für Anleger aus der Eurozone einem Währungsrisiko, für US-Anleger jedoch nicht.
Auch dem Fondsvolumen sollte Aufmerksamkeit geschenkt werden. So ist es für sehr große Fonds schwierig, genügend hochkapitalisierte Anlageobjekte zu finden, um den Vergleichsindex dauerhaft zu schlagen. Aber auch eine gewisse Mindestgröße sollten Investmentfonds aufweisen, um ein optimales Managen zu ermöglichen.